# Fibulia intermedia
Fibulia intermedia är en svampdjursart som först beskrevs av Arthur Dendy 1896.  Fibulia intermedia ingår i släktet Fibulia och familjen Dendoricellidae.
Artens utbredningsområde är Sydaustralien. Inga underarter finns listade i Catalogue of Life.